# Ranzovius clavicornis
Ranzovius clavicornis är en insektsart som först beskrevs av Knight 1927.  Ranzovius clavicornis ingår i släktet Ranzovius och familjen ängsskinnbaggar. Inga underarter finns listade i Catalogue of Life.